# Horcajo de las Torres
Horcajo de las Torres ist ein zentralspanischer Ort und eine Gemeinde (Municipio) mit 441 Einwohnern (Stand: 2024) in der Provinz Ávila in der Autonomen Region Kastilien-León. 

## Lage und Klima
Horcajo de las Torres liegt auf der Südseite der Sierra de Gredos in der Provinz Ávila in einer Höhe von ca. 820 m. 
Die Entfernung nach Ávila beträgt knapp 55 km (Fahrtstrecke) in südöstlicher Richtung. Das Klima ist gemäßigt bis warm; der Regen (ca. 461 mm/Jahr) fällt mit Ausnahme der trockenen Sommermonate übers Jahr verteilt.

## Bevölkerungsentwicklung
| Jahr      | 1970 | 1981 | 1991 | 2001 | 2011 | 2021 |
| Einwohner | 1285 | 1093 | 961  | 748  | 610  | 485  |

## Sehenswürdigkeiten

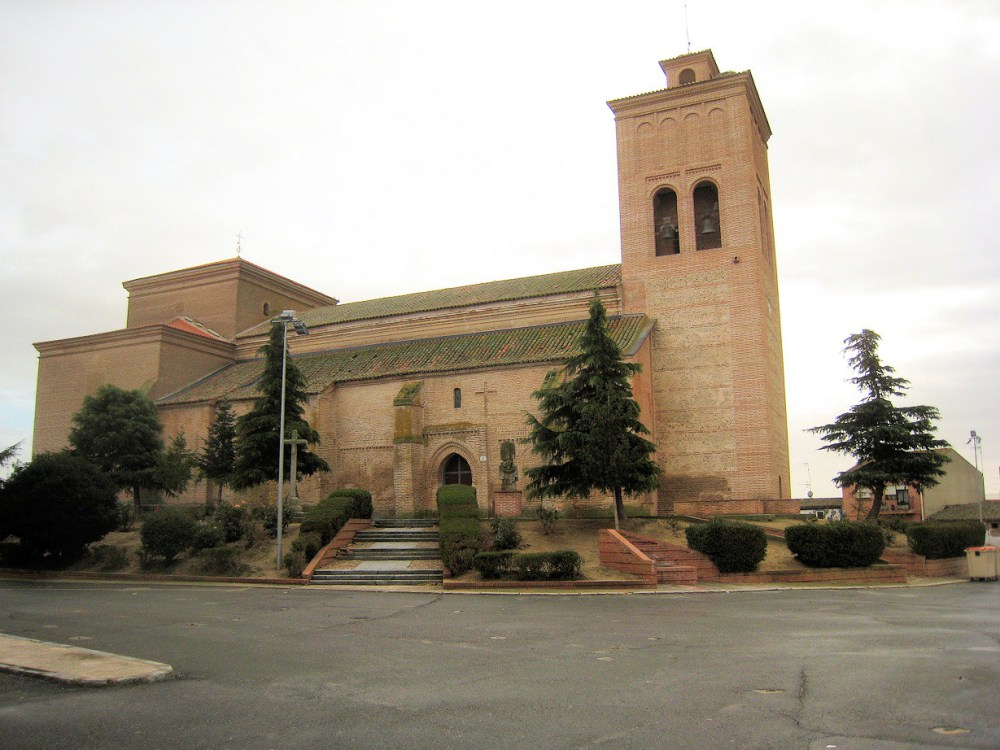
Julianus-und-Basilisa-Kirche

- Julianus-und-Basilisa-Kirche